# 92. Internationale Sechstagefahrt
Die 92. Internationale Sechstagefahrt war die Mannschaftsweltmeisterschaft im Endurosport und fand vom 28. August bis 2. September 2017 im französischen Brive-la-Gaillarde sowie der näheren Umgebung statt. Die Nationalmannschaften des Gastgebers konnten zum neunten Mal die World Trophy und sechsten Mal die Junior World Trophy gewinnen. Die Women’s World Trophy ging zum fünften Mal in Folge an die australische Nationalmannschaft.

## Wettkampf

### Organisation
Die Veranstaltung fand zum zweiten Mal in Brive-la-Gaillarde statt, nachdem bereits die 76. Internationale Sechstagefahrt (2001) hier ausgetragen wurde.
Zum zweiten Mal nach 2016 wurde parallel (31. August bis 2. September) die Vintage Trophy ausgetragen. Dabei konnten Fahrer in fünf Klassen mit Motorrädern bis Baujahr 1986 teilnehmen. Die Nationalmannschaften mussten nicht genannt werden. Bedingung für eine Teilnahme waren drei Fahrer aus drei unterschiedlichen Klassen (außer EVO 86). Die drei zeitschnellsten Fahrer je Land wurden automatisch als Mannschaft gewertet.
Wie im Vorjahr im Programm war zudem die Motorex Challenge. Das Unternehmen unterstützte teilnehmende Club- und Vintagefahrer während der Veranstaltung gratis mit firmeneigenen Schmiermitteln und Pflegeprodukten. Im Gegenzug war von den Teilnehmern der Werbeschriftzug an der Ausrüstung des Fahrers und den Motorrädern anzubringen. Die Gewinnermannschaft im Clubwettbewerb erhielt eine spezielle Auszeichnung sowie Produkte im Wert von 2.000 €.
Am Wettkampf nahmen 19 Teams für die World Trophy, 16 für die Junior Trophy, neun für die Women’s Trophy und 167 Clubteams aus insgesamt 32 Nationen teil.
Deutschland nahm an der Junior Trophy sowie mit zehn Clubmannschaften teil. Die Schweiz nahm an der World Trophy und Junior Trophy sowie mit drei Clubmannschaften teil. Aus Österreich nahm eine Clubmannschaft teil.

### 1. Tag

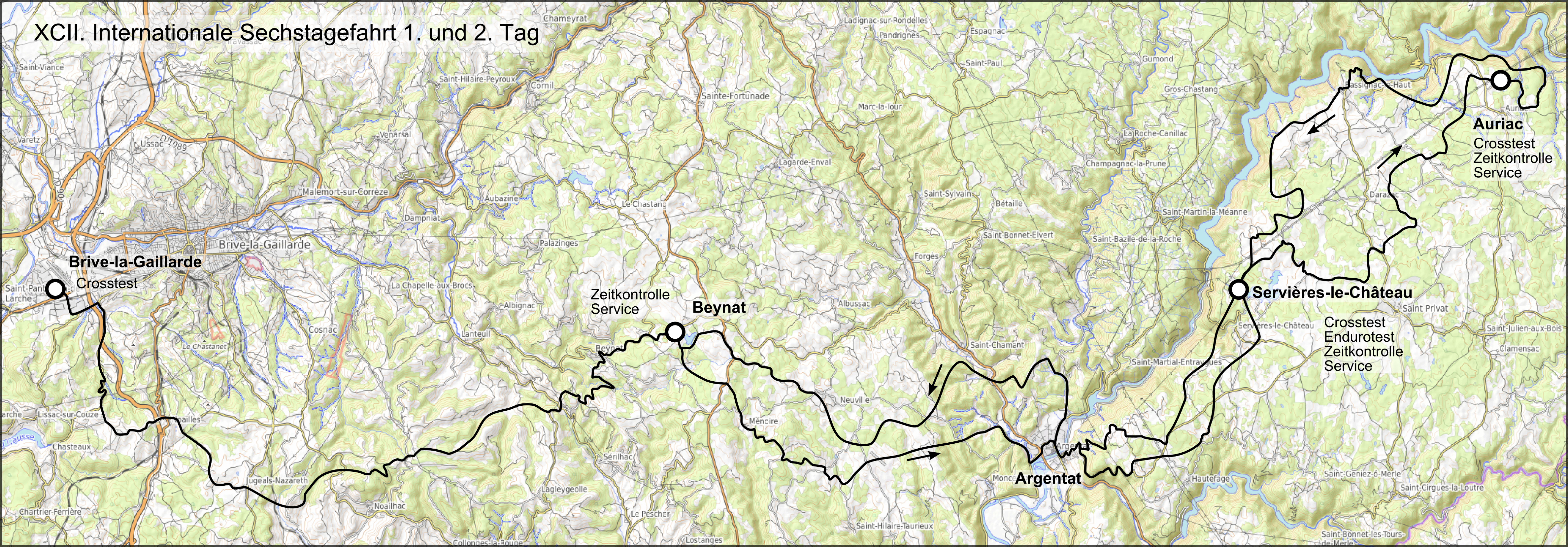
Die Strecke des 1. und 2. Tages

Die Etappe des ersten Tages führte über 259 Kilometer. An Sonderprüfungen waren vor Motocross- und ein Endurotest zu absolvieren. Eine besondere Herausforderung waren Temperaturen von deutlich über 30 °C. Der Tag war niederschlagsfrei.
Nach dem ersten Fahrtag führte in der World-Trophy-Wertung das Team aus Frankreich vor Finnland und Australien. Das Schweizer Team lag auf dem 12. Platz.
In der Junior-Trophy-Wertung führte das schwedische Team vor Italien und Frankreich. Das deutsche Team lag auf dem 10., das Schweizer auf dem 14. Platz.
In der Women’s Trophy führte das spanische Team vor den Mannschaften aus Australien und den USA.
Die Clubwertung führte AUVERGNE ELITE vor ITALY und MCC WALES/WELSH MCC. Beste deutsche Clubmannschaft war das Team DMSB 1-ADAC Württemberg/Hessen-Thüringen auf dem 24. Platz. Das österreichische Knopper Racing Team belegte Platz 58, beste Schweizer Mannschaft war Team ZAC auf dem 89. Platz.

### 2. Tag
Die Etappe des zweiten Tages war die gleiche wie am Vortag. Die Temperaturen waren weiter extrem heiß.
Die World-Trophy-Wertung führte das Team aus Frankreich vor Australien und Finnland an. Das Schweizer Team lag weiter auf dem 12. Platz.
In der Junior-Trophy-Wertung führte das US-amerikanische Team vor Frankreich und Italien. Das deutsche Team verbesserte sich auf den 8. Platz. die Schweiz rutschte auf den 15. Platz ab. Im Schweizer Team schieden mit Sandro Kolliker und Willi Kubner gleich zwei Fahrer aus und die Mannschaft fiel in der Wertung chancenlos zurück.
In der Women’s Trophy führte das australische Team vor den Mannschaften aus den USA und Frankreich.
Die Clubwertung führte wie am Vortag AUVERGNE ELITE vor ITALY und MCC WALES/WELSH MCC. Beste deutsche Clubmannschaft war das Team DMSB 1-ADAC Württemberg/Hessen-Thüringen auf dem 25. Platz. Das österreichische Knopper Racing Team verbesserte sich auf den 54., das Schweizer Team ZAC auf den 77. Platz.

### 3. Tag

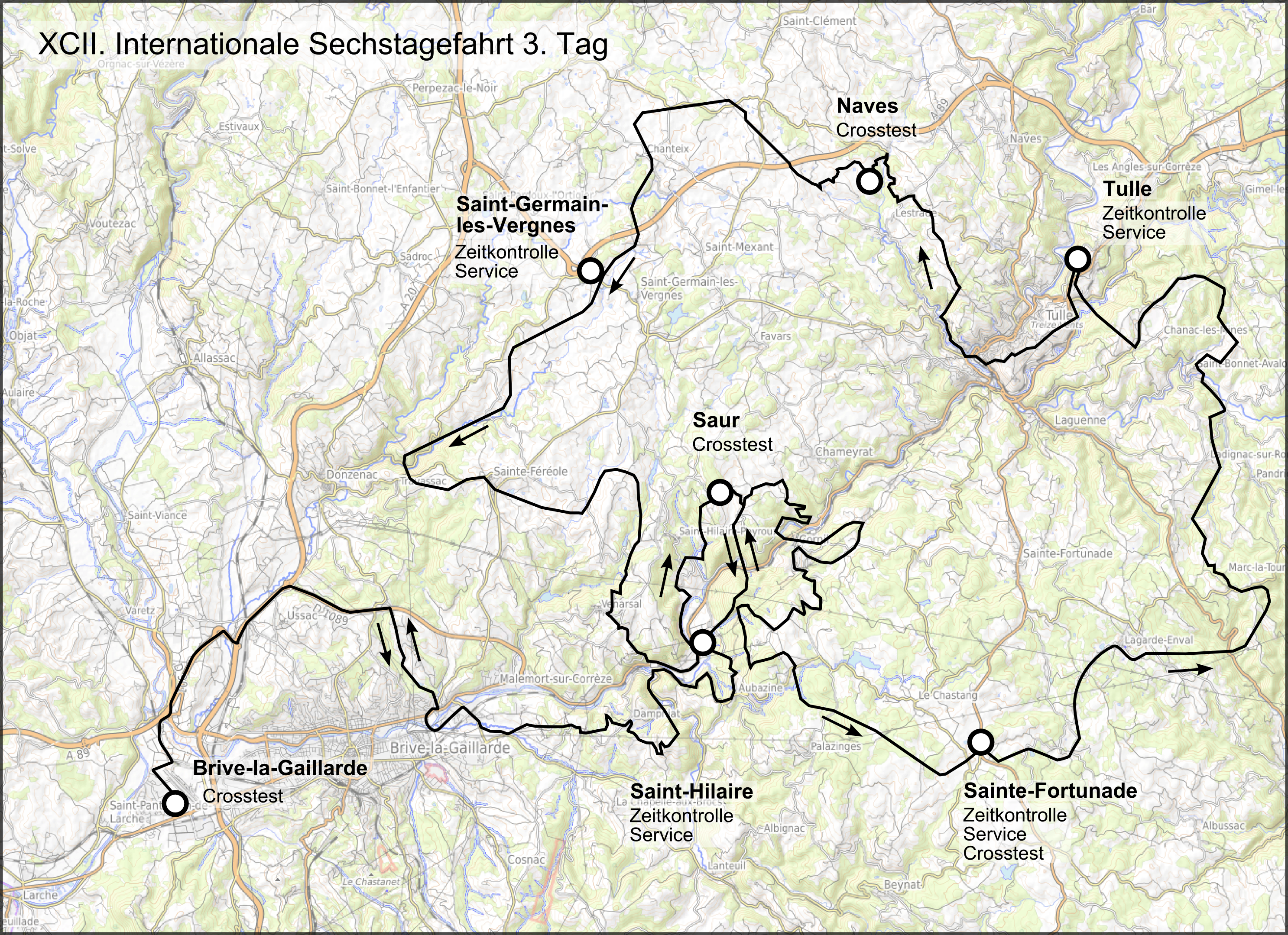
Die Strecke des 3. Tages

Die Strecke des dritten Tages war insgesamt 247 Kilometer lang. An Sonderprüfungen waren fünf ein Motocross-Tests zu absolvieren. Das Wetter war deutlich kühler als an den beiden vorangegangenen Tagen, stellenweise fiel Regen.
In der World-Trophy-Wertung führte weiter das Team aus Frankreich vor Australien und Finnland. Das Schweizer Team verbesserte sich auf den 11. Platz.
Die Junior-Trophy-Wertung führte das französische Team vor Italien und den USA an. Das deutsche Team rutschte auf den 9. Platz ab, die Schweiz belegte wie am Vortag den 15. Platz. Im deutschen Team verlor Jan Allers rund 20 Minuten durch einen technischen Defekt an der Kette, konnte diesen jedoch innerhalb der vorgesehenen Zeit beheben und einen Ausfall verhindern.
In der Women’s Trophy führte unverändert das australische Team vor den Mannschaften aus den USA und Frankreich.
Die Clubwertung führte ITALY vor AUVERGNE ELITE und dem MCC WALES/WELSH MCC. Beste deutsche Clubmannschaft war das Team DMSB 1-ADAC Württemberg/Hessen-Thüringen auf dem 27. Platz. Das österreichische Knopper Racing Team verbesserte sich auf den 51., das Schweizer Team ZAC auf den 71. Platz.

### 4. Tag

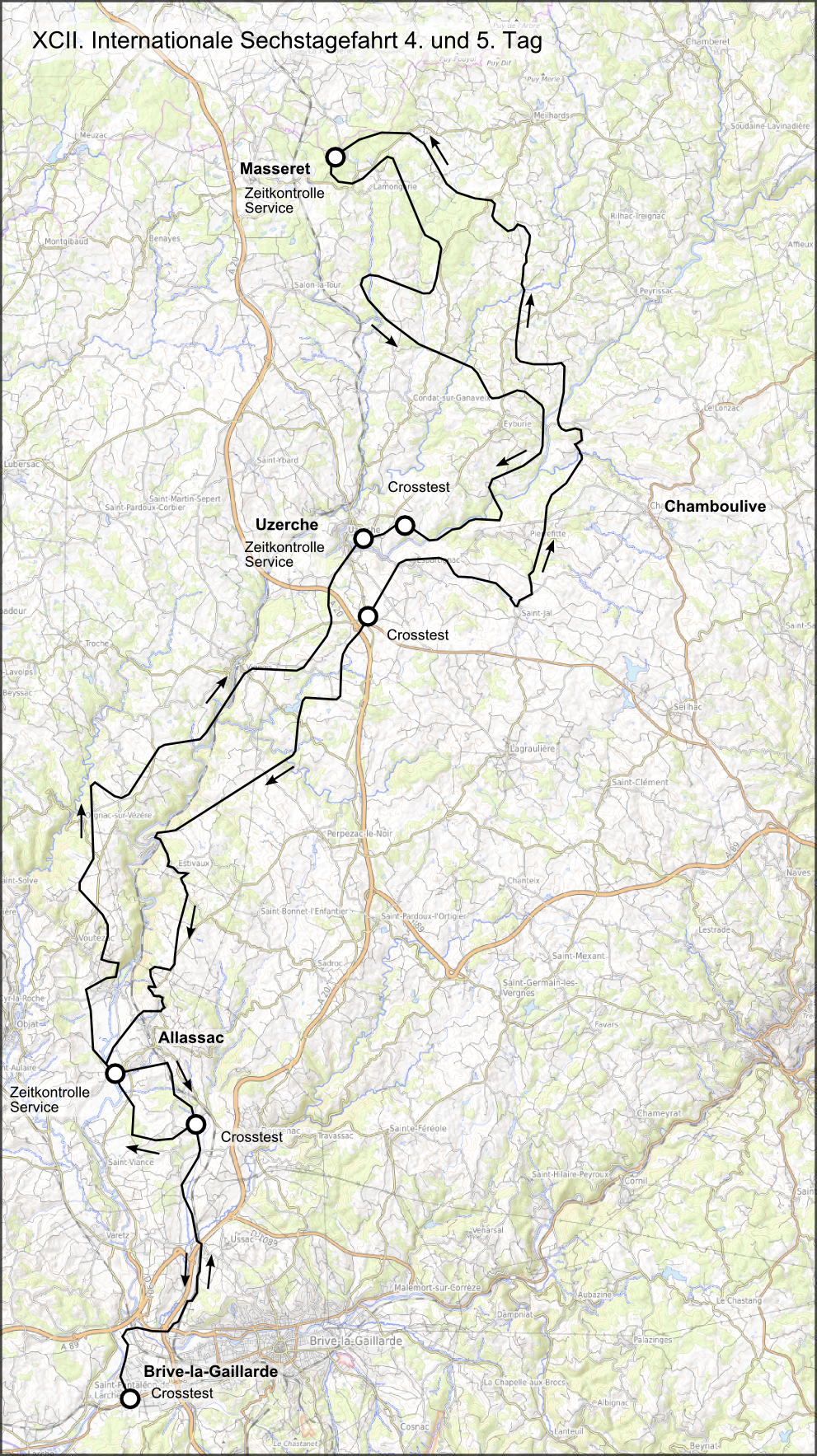
Die Strecke des 4. und 5. Tages

Die fünfte Etappe war 223 Kilometer lang. Die Sonderprüfungen waren wieder fünf Motocross-Tests. In der vorangegangenen Nacht hatte es geregnet, was die Sonderprüfungen auf Gras stark rutschig machte. Gegen Nachmittag war der Streckenuntergrund wieder abgetrocknet.
Am Ende des vierten Fahrtags führte in der World-Trophy-Wertung weiter unverändert das Team aus Frankreich vor Australien und Finnland. Das Schweizer Team verbesserte sich auf den 10. Platz.
In der Junior-Trophy-Wertung führte weiter das französische Team vor Italien und den USA. Das deutsche Team lag weiter auf dem 9., die Schweiz auf dem 15 Platz.
In der Women’s Trophy führte nach wie vor das australische Team vor den Mannschaften aus den USA und Frankreich.
Die Clubwertung führte wie am Vortag  ITALY vor AUVERGNE ELITE und dem MCC WALES/WELSH MCC an. Beste deutsche Clubmannschaft war das Team DMSB 1-ADAC Württemberg/Hessen-Thüringen auf dem 23. Platz. Das Schweizer Team ZAC verbesserte sich auf den 67. Platz. Das österreichische Knopper Racing Team rutschte auf den 81. Platz ab.
Am vierten Tag startete die Vintage Trophy. Die zu fahrende Etappe war ein Rundkurs über 138 Kilometer, in dessen Verlauf zwei Motocross-Tests als Sonderprüfungen zu absolvieren waren.

### 5. Tag
Am fünften Tag wurde dieselbe Strecke wie am Tag zuvor gefahren. Das Wetter war für die Jahreszeit sehr kühl, der Tag blieb niederschlagsfrei.
Die Zwischenstände nach dem fünften Fahrtag: In der World-Trophy-Wertung führte weiter das Team aus Frankreich vor Australien und Finnland. Das Schweizer Team lag weiter auf dem 10. Platz.
In der Junior Trophy führte weiter das französische Team vor Italien und den USA. Das deutsche Team festigte den 9. Platz, die Schweiz lag nach wie vor auf dem 15. Platz.
In der Women’s Trophy gab es keine Veränderung und es führte unverändert das australische Team vor den Mannschaften aus den USA und Frankreich.
Die Clubwertung führte ITALY vor dem MCC WALES/WELSH MCC und SRT Offroad. Beste deutsche Clubmannschaft war das Team DMSB 1-ADAC Württemberg/Hessen-Thüringen auf dem 21. Platz. Das Schweizer Team ZAC verbesserte sich auf den 66. Platz. Das österreichische Knopper Racing Team rutschte auf den 98. Platz ab.
Die Etappe in der Vintage Trophy war die gleiche wie am Vortag. Als dritte Sonderprüfung war eine Beschleunigungsprüfung über 200 Meter zu fahren.

### 6. Tag
Am letzten Tag wurde ein kurze Zubringeretappe zur Rennstrecke durchgeführt, wo das Abschlussmotocross als letzte Sonderprüfung gefahren wurde.

## Endergebnisse

### World Trophy
| Platz | Team                   | Zeit        |
| ----- | ---------------------- | ----------- |
| 1.    | Frankreich             | 12:59:38,23 |
| 2.    | Australien             | 13:05:52,26 |
| 3.    | Finnland               | 13:08:50,34 |
| 4.    | Portugal               | 13:25:22,83 |
| 5.    | Vereinigtes Königreich | 13:28:51,91 |
| 6.    | Schweden               | 13:33:22,73 |
| 7.    | Niederlande            | 13:44:08,41 |
| 8.    | Brasilien              | 14:02:37,64 |
| 9.    | Norwegen               | 14:25:08,73 |
| 10.   | Schweiz                | 14:28:40,54 |
| 11.   | Mexiko                 | 14:46:39,27 |
| 12.   | Ungarn                 | 16:11:43,94 |
| 13.   | Tschechien             | 18:53:14,84 |
| 14.   | Italien                | 20:59:20,09 |
| 15.   | Spanien                | 25:25:58,60 |
| 16.   | Vereinigte Staaten     | 27:43:30,51 |
| 17.   | Chile                  | 28:26:25,66 |
| 18.   | Belgien                | 28:59:00,94 |
| 19.   | Japan                  | 29:20:41,04 |

### Junior Trophy
| Platz | Team                   | Zeit        |
| ----- | ---------------------- | ----------- |
| 1.    | Frankreich             | 9:55:04,10  |
| 2.    | Italien                | 9:55:19,63  |
| 3.    | Vereinigte Staaten     | 9:57:07,00  |
| 4.    | Vereinigtes Königreich | 10:02:39,92 |
| 5.    | Spanien                | 10:05:55,30 |
| 6.    | Chile                  | 10:07:42,32 |
| 7.    | Mexiko                 | 10:21:44,01 |
| 8.    | Tschechien             | 10:23:29,09 |
| 9.    | Deutschland            | 11:07:01,45 |
| 10.   | Schweden               | 22:15:33,39 |
| 11.   | Finnland               | 22:26:25,45 |
| 12.   | Belgien                | 22:56:59,65 |
| 13.   | Portugal               | 23:00:09,95 |
| 14.   | Kanada                 | 26:01:43,93 |
| 15.   | Schweiz                | 35:32:09,44 |
| 16.   | Australien             | 39:19:29,29 |

### Women’s Trophy
| Platz | Team               | Zeit        |
| ----- | ------------------ | ----------- |
| 1.    | Australien         | 7:08:04,01  |
| 2.    | Vereinigte Staaten | 7:14:50,63  |
| 3.    | Frankreich         | 7:34:40,74  |
| 4.    | Schweden           | 7:42:54,57  |
| 5.    | Italien            | 7:54:54,13  |
| 6.    | Kanada             | 8:33:03,17  |
| 7.    | Portugal           | 8:37:33,67  |
| 8.    | Slowakei           | 9:11:30,92  |
| 9.    | Spanien            | 19:12:28,19 |

### Club Team Award
| Platz                      | Team                                             | Zeit        |
| -------------------------- | ------------------------------------------------ | ----------- |
| 1.                         | ITALY                                            | 10:00:16,79 |
| 2.                         | MCC WALES/WELSH MCC                              | 10:08:30,52 |
| 3.                         | SRT Offroad                                      | 10:09:59,96 |
| 4.                         | LANGUEDOC ROUSSILLON                             | 10:23:30,35 |
| 5.                         | Team West Sweden 1                               | 10:24:16,92 |
| 6.                         | GRENOBLE ENDURO CLUB 1                           | 10:25:39,65 |
| 7.                         | AUVERGNE JUNIOR                                  | 10:27:39,01 |
| 8.                         | PAVIA SENIOR                                     | 10:27:39,20 |
| 9.                         | KBS UAMK TEAM UNHOST                             | 10:31:32,21 |
| 10.                        | LIGUE POITOU CHARENTES                           | 10:32:47,37 |
| 000{\displaystyle \vdots } |                                                  |             |
| 21.                        | DMSB 1-ADAC Württemberg/Hessen-Thüringen         | 11:02:32,14 |
| 000{\displaystyle \vdots } |                                                  |             |
| 32.                        | DMSB 3-ADAC Südbaden/Pfalz/Westfalen             | 11:19:10,61 |
| 000{\displaystyle \vdots } |                                                  |             |
| 35.                        | DMSB 7-MSC Freier Grund/ADAC Sachsen             | 11:27:39,79 |
| 000{\displaystyle \vdots } |                                                  |             |
| 44.                        | DMSB 2-Dirtbiker Magazine                        | 11:54:50,54 |
| 000{\displaystyle \vdots } |                                                  |             |
| 54.                        | DMSB 5-ADAC Mittelrhein                          | 12:35:38,00 |
| 000{\displaystyle \vdots } |                                                  |             |
| 65.                        | Team ZAC                                         | 13:19:37,23 |
| 000{\displaystyle \vdots } |                                                  |             |
| 90.                        | DMSB 9-ADAC Südbayern/Nordrhein/Hessen-Thüringen | 15:22:08,64 |
| 000{\displaystyle \vdots } |                                                  |             |
| 99.                        | DMSB 8-ADAC Nordbayern                           | 16:52:25,31 |
| 000{\displaystyle \vdots } |                                                  |             |
| 112.                       | Knopper Racing Team                              | 19:15:54,94 |
| 000{\displaystyle \vdots } |                                                  |             |
| 120.                       | DMSB 4-ADAC Sachsen                              | 23:34:12,27 |
| 000{\displaystyle \vdots } |                                                  |             |
| 129.                       | PAMARO Enduroteam Suisse                         | 26:00:50,23 |
| 000{\displaystyle \vdots } |                                                  |             |
| 132.                       | DMSB 6-ADAC Niedersachsen/Hansa                  | 26:14:29,86 |
| 000{\displaystyle \vdots } |                                                  |             |
| 136.                       | Team CET                                         | 26:48:39,10 |
| 000{\displaystyle \vdots } |                                                  |             |
| 162.                       | DMSB 10-Dirtbiker/ADAC Niedersachsen/Württemberg | 47:11:57,25 |

### Manufacturer’s Team Award
| Platz | Team          | Zeit        |
| ----- | ------------- | ----------- |
| 1.    | KTM 2         | 9:43:20,41  |
| 2.    | KTM 1         | 9:46:09,38  |
| 3.    | KTM 3         | 9:51:37,62  |
| 4.    | TM Racing     | 9:52:05,93  |
| 5.    | Beta Boano 1  | 9:52:10,42  |
| 6.    | Husqvarna 2   | 9:52:13,74  |
| 7.    | Husqvarna 4   | 10:04:09,83 |
| 8.    | Honda Redmoto | 10:08:23,79 |
| 9.    | Honda         | 10:08:49,55 |
| 10.   | Husqvarna 3   | 17:31:37,52 |
| 11.   | Husqvarna 1   | 24:28:39,28 |

### Motorex Challenge
| Platz                      | Team                       | Zeit        |
| -------------------------- | -------------------------- | ----------- |
| 1.                         | PAVIA SENIOR               | 10:27:39,20 |
| 2.                         | KBS UAMK TEAM UNHOST       | 10:31:32,21 |
| 3.                         | PAVIA JUNIOR               | 10:55:44,53 |
| 4.                         | Motoklub Chrastava         | 11:08:29,25 |
| 5.                         | FIREBALL MOTOR RACING TEAM | 11:15:34,60 |
| 6.                         | TEAM ST GEORGES MCC        | 11:20:14,89 |
| 7.                         | L'ARMORIK KID              | 11:29:01,45 |
| 8.                         | TEAM CANTAL ISDE           | 11:35:38,86 |
| 9.                         | BRONCINO                   | 11:56:34.12 |
| 10.                        | Enduro Mexico I            | 12:55:03,66 |
| 000{\displaystyle \vdots } |                            |             |
| 12.                        | Team ZAC                   | 13:19:37,23 |
| 000{\displaystyle \vdots } |                            |             |
| 20.                        | Knopper Racing Team        | 19:15:54,94 |
| 000{\displaystyle \vdots } |                            |             |
| 23.                        | Team CET                   | 26:48:39,10 |

### Einzelwertung
| Klasse | Starter | Gold | Silber | Bronze | ohne Medaille | Ausfall/Disqualifikation | Klassensieger (Motorrad) | Zeit       |
| ------ | ------- | ---- | ------ | ------ | ------------- | ------------------------ | ------------------------ | ---------- |
| E1 (a) | 51      | 30   | 10     | 3      |               | 8                        | Josep Garcia (KTM)       | 3:12:23,99 |
| E2 (b) | 43      | 29   | 8      | 1      |               | 5                        | Loïc Larrieu (Yamaha)    | 3:11:45,68 |
| E3 (c) | 30      | 20   | 6      | 1      |               | 3                        | Taylor Robert (KTM)      | 3:13:05,64 |
| EW (d) | 27      | 9    | 8      | 4      | 2             | 4                        | Laia Sanz (KTM)          | 3:28:52,18 |
| C1 (a) | 152     | 38   | 46     | 32     | 16            | 20                       | Julien Gauthier (Yamaha) | 3:19:11,60 |
| C2 (b) | 217     | 46   | 57     | 49     | 20            | 45                       | Jamie Lewis (Yamaha)     | 3:20:30,52 |
| C3 (c) | 131     | 11   | 42     | 40     | 25            | 13                       | Manuel Monni (TM)        | 3:17:56,04 |
| Gesamt | 651     | 183  | 177    | 130    | 63            | 98                       |                          |            |

### Vintage Trophy
| Platz | Team                                          | Zeit       |
| ----- | --------------------------------------------- | ---------- |
| 1.    | Frankreich (Winther, Manenti, Romieu)         | 2:26:05,15 |
| 2.    | Italien (Mattalini, Leone, Pinoli)            | 2:32:36,43 |
| 3.    | Vereinigtes Königreich (McNee, Stobbs, Drake) | 2:45:21,13 |
| 4.    | Kanada (Beaudoin, Lacombe, Lepley)            | 2:52:15,24 |

| Platz                      | Team               | Zeit       |
| -------------------------- | ------------------ | ---------- |
| 1.                         | Philippe Vellas    | 47:04,61   |
| 2.                         | Rolf Nickolai      | 47:15,17   |
| 3.                         | Riccardo Terranova | 47:59,77   |
| 4.                         | Fabrice Gendron    | 49:03,05   |
| 5.                         | Luca Leone         | 49:21,38   |
| 6.                         | Michael Harding    | 51:03,23   |
| 7.                         | Marco Pinoli       | 51:05,71   |
| 8.                         | Lubert Lenselink   | 51:12,83   |
| 9.                         | Stephen Baker      | 51:32,10   |
| 10.                        | Marco Pagnano      | 51:58,85   |
| 11.                        | Gunter Dax         | 51:59,57   |
| 000{\displaystyle \vdots } |                    |            |
| 19.                        | Paul Wahl          | 54:37,31   |
| 000{\displaystyle \vdots } |                    |            |
| 43.                        | Hennes Hahn        | 9:00:00,00 |
| 000{\displaystyle \vdots } |                    |            |
| 45.                        | Markus Otto        | 9:00:00,00 |

| Klasse    | Starter | Ausfall/Disqualifikation | Klassensieger (Motorrad)     | Zeit     |
| --------- | ------- | ------------------------ | ---------------------------- | -------- |
| C72 (k)   | 3       | 1                        | Jason McNee (Triumph)        | 55:26,47 |
| C76 (l)   | 11      | 2                        | Frederick Beaudoin (Can Am)  | 49:25,94 |
| C79 (m)   | 25      | 3                        | Jonathan Stobbs (KTM)        | 47:42,42 |
| C82 (n)   | 59      | 9                        | Simon Romieu (SWM)           | 43:32,29 |
| EVO86 (o) | 45      | 6                        | Philippe Barthomeuf (Cardel) | 47:00,99 |
| Gesamt    | 143     | 21                       |                              |          |

## Teilnehmer
| Staat                  | World Trophy Team                                                                                       | Junior Trophy Team                                                                | Women’s Trophy Team                                                                     | Club-Teams |
| ---------------------- | --- | --------------------------------------------------------------------------------- | --------------------------------------------------------------------------------------- | --- |
| Argentinien            | |                                                                                   |                                                                                         | Team Cassagne 1 Team Cassagne 2 |
| Australien             | Matthew Phillips (Sherco) Daniel Sanders (KTM) Daniel Milner (KTM) Joshua Green (Yamaha)                | Michael Driscol (Yamaha) Wil Ruprecht (Yamaha) Lyndon Snodgrass (KTM)             | Tayla Jones (Husqvarna) Jessica Gardiner (Yamaha) Jemma Wilson (Yamaha)                 | Club Team Australia |
| Belgien                | Jerome Martiny (Husqvarna) Andrew Leloup (KTM) Jilani Cambre (Husqvarna) Bertrand Bailleux (Husqvarna)  | Antoine Magain (Yamaha) Matthew van Oevelen (Yamaha) Jarne de Schaepmeester (KTM) |                                                                                         | CLUB BELGIUM 1 DINANT MC ENDURO ATTITUDE VETERAN TEAM HOLLAND (1 Fahrer) (j) |
| Brasilien              | Gustavo Pellin (KTM) Romulo Bottrel (KTM) Diego Colett (KTM) Bruno Crivilin (KTM)                       |                                                                                   |                                                                                         | |
| Chile                  | Diego Rojas (Kawasaki) Francisco Guzman (Honda) Juan-Pablo Jara (Husqvarna) Diego Herrera (Moto TM)     | Benjamin Herrera (Moto TM) Ruy Barbosa (Husqvarna) Sebastian Taverne (Honda)      |                                                                                         | Chile Club Chile Official |
| Deutschland            | | Jan Allers (KTM) Yanik Spachmüller (KTM) Robert Riedel (KTM)                      |                                                                                         | DMSB 1-ADAC Württemberg/Hessen-Thüringen DMSB 2-Dirtbiker Magazine DMSB 3-ADAC Südbaden/Pfalz/Westfalen DMSB 4-ADAC Sachsen DMSB 5-ADAC Mittelrhein DMSB 6-ADAC Niedersachsen/Hansa DMSB 7-MSC Freier Grund/ADAC Sachsen DMSB 8-ADAC Nordbayern DMSB 9-ADAC Südbayern/Nordrhein/Hessen-Thüringen DMSB 10-Dirtbiker/Niedersachsen/Württemberg |
| Estland                | |                                                                                   |                                                                                         | Sumerpalu Motoklubi |
| Finnland               | Eero Remes (Moto TM) Henric Stigell (Husqvarna) Antti Hellsten (Husqvarna) Matti Seistola (KTM)         | Antti Hanninen (Husqvarna) Lari Jukola (KTM) Eemil Pohjola (Husqvarna)            |                                                                                         | DYNASET Hydraulics Finland SML JR Team Finland Team BSR Finland (2 Fahrer) (k) Team HyKoKe Finland |
| Frankreich             | Jeremy Tarroux (Sherco) Loic Larrieu (Yamaha) Christophe Charlier (Husqvarna) Christophe Nambotin (KTM) | Jeremy Miroir (Husqvarna) Hugo Blanjoue (Yamaha) Anthony Geslin (Beta)            | Samantha Tichet (Yamaha) Juliette Berrez (Yamaha) Audrey Rossat (Husqvarna)             | ALHOA MOTO CLUB AMA AMCV19 ATC ST CHRISTOPHE AUVERGNE ELITE AUVERGNE JUNIOR AXL'R TEAM MC UZERCHOIS CHABLIS MOTO VERTE 1 CHABLIS MOTO VERTE 2 CLUB PROVENCE COTE BASQUE 64 ELITE HUSQVARNA 15 ELITE MOTO 15 ENDURO CLUB DE VERRIERES 1 ENDURO CLUB DES PYRAMIDES... ENDURO.NL (1 Fahrer) (i) FIREBALL MOTOR RACING TEAM GP WHAT GRENOBLE ENDURO CLUB 1 GRENOBLE ENDURO CLUB 2 GRENOBLE ENDURO CLUB 3 L'ARMORIK KID L'ARMORIK KING LANGUEDOC ROUSSILLON L'ECURIE DU DESERT LES AIGLES AMTT LES GAZZ'ELLES LIGUE POITOU CHARENTES MC DES CHAVADES/GT MOTOSPORT MC DES PUYS ISDE MC HAUTES VOSGES ENDURO MC PLATEAU ARDECHOIS MC UZERCHOIS MILO RACING MOTO CLUB DES ABERS MOTO CLUB HAUTE CORREZE MS PARTS OFF ROAD PARIS MC PICHTEAM ISDE RAND'OC REQUISTA MOTO SPORT ROUERGUE ALU XTREMEMONAS T2F RACING TEAM 3M TEAM BOUSSAQUIN TEAM CANTAL ISDE TEAM GENERATION 2 ROUES TEAM LA GAZ FAMILY TEAM LMSENS TT TEAM LOZERE 1 TEAM LOZERE 2 TEAM LOZERE 3 TEAM MC ERROBI 2 TEAM OF CADORS AMA TEAM TT BEAUJOLAIS TO ENDURO TOPBOULE TEAM |
| Griechenland           | |                                                                                   |                                                                                         | ATHENS ENDURO TEAM SCUDERIA DOLOMITI (1 Fahrer) (h) |
| Guatemala              | |                                                                                   |                                                                                         | Enduro Mexico I (1 Fahrer) (g) |
| Irland                 | |                                                                                   |                                                                                         | FOYLE1 FOYLE2 TORC 1 TORC 2 |
| Israel                 | |                                                                                   |                                                                                         | ALYSTAR CHAMP FACTORY PRO RIDING |
| Italien                | Davide Guardneri (Honda) Giacomo Redondi (Honda) Alex Salvini (Beta) Thomas Oldrati (Husqvarna)         | Davide Soreca (Honda) Andrea Verona (Moto TM) Matteo Cavallo (Beta)               | Anna Sappino (Husqvarna) Paola Riverditi (Husqvarna) Cristina Marrocco (KTM)            | ALBATROS ALTA VAL TREBBIA ARDOSA BRONCINO CIVEZZANO COSTA VOLPINO FACTORY ASD FAST TEAM INTIMIANO NOSEDA ITALY MANZANO MONTEFELTRO PARINI PAVIA JUNIOR PAVIA SENIOR PINO MEDEOT GORIZIA RALLO RS 77 SCUDERIA DOLOMITI (2 Fahrer) (h) |
| Japan                  | Kenji Suzuki (Yamaha) Yaturo Uchiyama (Yamaha) Takahiro Maehashi (KTM) Katsuyuki Namegawa (KTM)         |                                                                                   |                                                                                         | LAST SAMURAI |
| Kanada                 | | Jamie Baskerville (Husqvarna) Ryder Heacock (Yamaha) Jarred Jonker (Beta)         | Melissa Harten (Beta) Shelby Turner (KTM) Madi Watt (Yamaha)                            | Team Canada East Team Quebec |
| Mexiko                 | Gabriel Guardado (KTM) Arturo Rodriguez (Beta) Alvaro Miller (Beta) Antonio Sahagun (KTM)               | Nayib Chavolla (KTM) Didier Goirand (KTM) Eric Yorba (KTM)                        |                                                                                         | Enduro Guadalajara Enduro Mexico I (2 Fahrer) (g) Enduro Mexico II Enduro Monterrey |
| Niederlande            | Bas Klein Haneveld (Husqvarna) Thierry Pittens (Husqvarna) Lucas Dolfing (Moto TM) Robin Nijkamp (KTM)  |                                                                                   |                                                                                         | ENDURO CLUB DRENTHE ENDURO.NL (2 Fahrer) (i) MCNH PDGE VETERAN TEAM HOLLAND (2 Fahrer) (j) |
| Norwegen               | Kjetil Gundersen (Yamaha) Hakon Nohr (KTM) Pal Anders Ullevalseter (KTM) Kevin Burud (KTM)              |                                                                                   |                                                                                         | |
| Österreich             | |                                                                                   |                                                                                         | Knopper Racing Team |
| Polen                  | |                                                                                   |                                                                                         | HAWI RACING TEAM R3 |
| Portugal               | Goncalo Reis (KTM) Joao Vivas (KTM) Diogo Ventura (Honda) Luis Oliveira (Honda)                         | Andre Martins (Suzuki) Tomas Clemente (KTM) Manuel Teixeira (KTM)                 | Flavia Rolo (KTM) Rita Vieira (Beta) Bruna Antunes (KTM)                                | FMP-IS3 |
| Rumänien               | |                                                                                   |                                                                                         | Team BSR Finland (1 Fahrer) (k) |
| Schweden               | Pontus Skog (KTM) Robert Friberg (Husqvarna) Oliver Nelson (KTM) Niklas Persson (Yamaha)                | Mikael Persson (Yamaha) Albin Elowson (Husqvarna) Joakim Grelsson (KTM)           | Hanna Berzelius (Husqvarna) Amanada Elvin (Husqvarna) Martina Reimander (KTM)           | Team West Sweden 1 Team West Sweden 2 |
| Schweiz                | Sandro Allemann (KTM) Daniel Brunner (KTM) Kelien Michaud (KTM) Alexandre Vaudan (Husqvarna)            | Sando Kolliker (Husqvarna) Willi Kubny (KTM) Vincent Steinmann (KTM)              |                                                                                         | PAMARO Enduroteam Suisse Team CET Team ZAC |
| Slowakei               | |                                                                                   | Katarina Jurickova (Husqvarna) Karin Hostinska (Husqvarna) Gabriela Cipkova (KTM)       | ENDURO PROSTEJOV-GOTTBROS Motoklub Chrastava |
| Spanien                | Josep Garcia (KTM) Cristobal Guerrero (Yamaha) Jaume Betriu (KTM) Ramon Quer Molgo (Husqvarna)          | Enric Francisco (KTM) Jordo Quer Molga (Husqvarna) Tosha Schareina (Husqvarna)    | Mireia Badia Camprubi (Husqvarna) Laia Sanz Pla-Giribert (KTM) Gabriela Seisdedos (KTM) | A.C.Baldrich Enduro Team Aranda de Duero Racing Team ASCENSORES CASADO S.A./MC ... Calet-Recanvis Penedes-McSitges INTECO ARA LLEIDA MC COSTA BRAVA & MC VILOBI &... MERINO TEAM MOTO CLUB VINAROS PICO FRENTES ENDURO TEAM PTV Race Team |
| Südafrika              | |                                                                                   |                                                                                         | A1 Group |
| Tschechien             | Jakub Sefr (KTM) Patrik Markvart (KTM) Milan Engel (KTM) Patric Liska (KTM)                             | Robert Friedrich (KTM) Adolf Zivny (KTM) Jiri Hadek (KTM)                         |                                                                                         | Enduroklub Semily Enduroklub Semily junior KBS UAMK TEAM UNHOST KP ENDURO KLUB Motosport Bozkov 1 Motosport Bozkov 2 |
| Ungarn                 | Barnabas Toth (Husqvarna) Bence Hollo (Sherco) Peter Miksi (Sherco) Peter Katai (KTM)                   |                                                                                   |                                                                                         | Hungary Club Team 2 |
| Vereinigtes Königreich | Nathan Watson (KTM) Frazer Flockhart (KTM) Kevin Murray (Beta) Lee Sealey (Yamaha)                      | Joseph Wootton (Husqvarna) Thomas Ellwood (Sherco) Damiel Mundell (KTM)           |                                                                                         | ARMY JUNIOR TEAM British Army MCA DYFED DIRT BIKE CLUB A DYFED DIRT BIKE CLUB B ELGIN ENDURO CLUB/STORKAW... MAESTEG MC MCC WALES/WELSH MCC RHAYADER MOTOR CLUB SHEEP SKULL ENDURO RIDERS SOUTHERN MCC ISLE OF MAN TEAM ST EDMUNDS MCC TEAM ST GEORGES MCC TEAM SCOTLAND WITLEY MCC |
| Vereinigte Staaten     | Ryan Sipes (Husqvarna) Kailub Russell (KTM) Thaddeus Duvall (Husqvarna) Taylor Robert (KTM)             | Joshua Toth (Yamaha) Michael Layne (Husqvarna) Grant Baylor (Husqvarna)           | Kacy Martinez (KTM) Rebecca Sheets (KTM) Brandy Richards (KTM)                          | Appalachian Dirt Riders Elizabeth Scott Community Eric Cleveland Memorial FirstLine Kay Moto Promo Missouri Mudders SRT Offroad |

| Staat                  | C72                                          | C76 | C79 | C82 | EVO86 |
| ---------------------- | -------------------------------------------- | --- | --- | --- | --- |
| Australien             |                                              | | Stephen Baker (SWM) Michael Harding (Cagiva) | Matthew Dwyer (KTM) Peter Cave (Suzuki) Rob Shoemark (Husqvarna) Geoff Ballard (Maico) | |
| Belgien                |                                              | Dominique Dandoy (Montesa)                                                                                | | | |
| Deutschland            |                                              | | | Hennes Hahn (Honda) Sven Roth (Kramer) Gunter Dax (Kramer) Rolf Nickolai (Kramer) Paul Wahl (Maico) | Jan Oestreich (KTM) Markus Otto (MZ) Swen Schiller (Kram-It) |
| Frankreich             |                                              | Philippe Baquet (Honda) Eric Jacob (Ossa) Frederic Winther (Maico) Jean Somat (KTM) Hugues Demay (Yamaha) | Franck Libbrecht (BPS) Jean-Christophe Fromentel (Husqvarna) Bernard Deffradas (Husqvarna) Eric Groslier (BPS SWM) Fabrice Guitard (CAN AM) Jean-Louis Figureau (CAN AM) Laurent Brouste (BPS) Laurent Raphanel (Portal) Philippe Garin (Fantic Motor) Fabrice Baumont (Suzuki) Philippe Lagriffoul (TGM) Christophe Manenti (Portal) Loic Garin (Scorpion) Bruno Lacrouts (Portal) Frederic Fret (Kramer) | Alain Barbe (Suzuki) Alain Goulu (Portal) Yves Letailleur (Husqvarna) Richard Lemoine (Husqvarna) Yves Chemouny (Simson) Christophe Vuillermoz (KTM) Pierre Gontier (SWM) Simon Romieu (SWM) Joel Bousquet (Honda) Thierry Costard (Husqvarna) Patrice Amouriq (Fantic) Allan Amouriq (Fantic) Pascal Henon (Husqvarna) Jean-Marc Hourdel (Cagiva) Andre-Luc Hodee (Cagiva) Olivie Duclos (Husqvarna) Erick Maugin (Aprilia) Gwenegan Laurent (Husqvarna) Alexandre Morel (Aprilia) Eric Penel (Husqvarna) Jean-Yves Raudrant (Husqvarna) Damien Franco (TGM) Claude Auriac (Peugeot) Jean-Francois Curbilie (TGM) Claude Nicolas (Husqvarna) Ludovi Giangregorio (Yamaha) Jacques Chartrain (Kawasaki) Pascal le Floch (Fantic) Jean-Marie Struys (Sachs Nauder) Jean-Francois Helaine (Suzuki) Jean-Christophe Treille (Suzuki) Pascal Chauvin (Husqvarna) Richard Billy (Suzuki) Vincent Neron (Kawasaki) Jean-Pierre Auzelly (Yamaha) Julien Bignon (Cagiva) Bertrand de Gueltzl (Portal) | Laurent Renault (Yamaha) Yves le Diodic (Husqvarna) Frederic Rivalan (Yamaha) Gilles Guilbert (Husqvarna) Jean-Pierre Garin (Husqvarna) Michel Barez (Honda Barigo) Philippe Barthomeuf (Cardel) Thierry Massardier (Cardel) Patrice Mourgues (Cardel) Thibault Massardier (Cardel) Gael Fergere (Honda) Jean Michem (Sachs Nauder) Olivier Nonnon (Barigo) Jean-Luc Robert (Cadel) Eric Sgaramella (Yamaha) Antoine Panaget (KDX) Fabrice Gendron (Cardel) Cyprien Delhoume (Honda) Albert Meunier (Accossato) Francois Boschetti (Husqvarna) Philippe Vellas (Husqvarna) Jean-Luc Rojat (Honda) Philippe Lachaud (Peugeot) Nicolas Nilo (Husqvarna) Jean-Marie Berthoumieux (Cagiva) Cedric Mary (Husqvarna) Patrick Fraiz (Cagiva) Christian Laborde (Portal) Roland Grandjean (Yamaha) Gilles Carbonnier (Honda) Luc Gelly (Honda) Daniel Delomenede (Accossato) Maxime le Diodic (Yamaha) Frederic Cretin (KTM) |
| Italien                |                                              | Giorgio Fortunati (KTM) Ivano Mattalini (KTM) Lorenzo Troian (Puch)                                       | Marco Pagnano (Kramer) Paolo Sala (TGM) Marco Pinoli (SWM) Fabio Casotto (SWM) | Luca Leone (Maico) Julien Panaget (Aprilia) Daniele di Prima (Puch) Roberto Biancardi (SWM) Raffaele Guasco (Puch) Tiziano Pozzi (Puch Frigerio) | Lucien Caggiano (Husqvarna) Riccardo Terranova (Cagiva) |
| Kanada                 |                                              | Frederick Beaudoin (CAN AM)                                                                               | Joel Lepley (CAN AM) | Thierry Lacombe (CAN AM) | |
| Niederlande            |                                              | | | Henk Wesselink (SWM) Lubert Lenselink (SWM) | |
| Spanien                | Guillem de Palleja (Ossa) Angel Varea (Ossa) | Carles Salinas LLonch (Bultaco)                                                                           | | | |
| Vereinigtes Königreich |                                              | Jason McNee (Triumph)                                                                                     | Liz Millett (Suzuki) Sara-Angharad Stobbs (Suzuki) Jonathan Stobbs (KTM) | David Donald (KTM) Dylan Williams (Yamaha) Ian Barnett (Husqvarna) Rob Drake (Honda) | James-Dylan Davies (Husqvarna) Steve Finch (Husqvarna) Gary Drage (Husqvarna) Gavin Hockey (Husqvarna) Julien Crimp (Husqvarna) Andy Elliott (Husqvarna) |